# Lessons to Be Learned
Lessons to Be Learned este albumul de debut al cântăreței de origine australiană Gabriella Cilmi.

## Ordinea pieselor pe disc
1. Save the Lies - 3:38
2. Sweet About Me - 3:28
3. Sanctuary - 3:28
4. Einstein - 3:40
5. Got No Place to Go - 3:23
6. Don't Wanna Go to Bed Now - 3:10
7. Messy - 3:55
8. Awkward Game - 3:28
9. Safer - 3:24
10. Cigarettes and Lies - 2:51
11. Terrifying - 2:38
12. Sit in the Blues - 3:24

### Piese bonus
- Echo Beach (Regatul Unit)
- Sorry (Australia)

## Extrase pe single
- 2008: Sweet About Me
- 2008: Don't Wanna Go to Bed Now (doar în Australia)
- 2008: Save the Lies
- 2008: Sanctuary
- 2008: Warm this Winter

## Clasamente
| Clasament (2008) | Poziția de vârf |
| ---------------- | --------------- |
| Australia        | 2               |
| Olanda           | 22              |
| Noua Zeelandă    | 6               |
| Elveția          | 21              |
| Regatul Unit     | 8               |